# 皇郧
皇郧（?—?），子姓，皇氏，中国春秋时期宋国司马。
前564年（周灵王八年、鲁襄公九年、齐灵公十八年、晋悼公九年、宋平公十二年、卫献公十三年、曹成公十四年、郑简公二年、杞孝公三年）春，宋国发生火灾。执政的司城乐喜命华阅主管右师，向戌主管左师，督促属官，乐遄准备刑具，皇郧命令管马的人牵出马匹。西鉏吾保护国库。命令司宫，巷伯在宫内警戒。令四个乡正祭祀四乡神灵，在宋都西门外祭祀盘庚。晋国、鲁国、齐国、卫国、宋国、曹国、莒国、邾国、滕国、薛国、杞国、小邾国讨伐郑国，十月十一日，鲁国的季武子、齐国的崔杼、宋国的皇郧跟随荀罃、士匄进攻鄟门。卫国的北宫括、曹国人、邾国人跟随荀偃、韩起进攻师之梁门，滕国人、薛国人跟随栾黡、士鲂进攻北门，杞国人、郳国人跟随赵武、魏绛砍伐路边的栗树。